# Петралия Сотана
Петра̀лия Сота̀на (на италиански: Petralia Sottana, на сицилиански Pitralia Suttana, Питралия Сутана) е малко градче и община в Южна Италия, провинция Палермо, автономен регион и остров Сицилия. Разположено е на 1039 m надморска височина. Населението на общината е 2980 души (към 2010 г.).